# Mirosław Siedlecki
 Mirosław Grzegorz Siedlecki  (ur. 12 marca 1952 w Żyrardowie) – generał brygady Wojska Polskiego; dowódca 15 Sieradzkiej Brygadzie Wsparcia Dowodzenia (2007–2011).

## Życiorys
W 1971 rozpoczął studia w Wyższej Szkole Oficerskiej Wojsk Łączności w Zegrzu. W 1975 promowany na podporucznika, po czym rozpoczął zawodową służbę w 8 batalionie saperów Marynarki Wojennej w Dziwnowie na stanowiskach: dowódcy plutonu łączności - pomocnika szefa sztabu ds. łączności i oficera łączności. W latach 1979–1981 pełnił służbę zawodową w 35 pułku desantowym w Gdańsku na stanowisku dowódcy plutonu łączności. W 1981 objął funkcję dowódcy 23 kompanii łączności pełniąc służbę do 1985. Ukończył Wyższy Kurs Doskonalenia Oficerów – szefów łączności pułków Wojsk Lądowych w WSOWŁ oraz przeszkolenie specjalistyczne z ekonomiki wojskowej w WAP. W tym samym roku objął stanowisko starszego oficera w Wydziale Łączności 7 Dywizji Desantowej w Gdańsku, a następnie został skierowany na studia w Akademii Sztabu Generalnego Wojska Polskiego, które ukończył w 1988 i otrzymał przydział służbowy do 8 Dywizji Zmechanizowanej w Koszalinie, gdzie w latach 1988–1993 pełni obowiązki Szefa Wydziału Łączności. W latach 1993–1998 był Szefem Wydziału Łączności w 8 Dywizji Obrony Wybrzeża w Koszalinie. W międzyczasie w latach 1994–1995 był słuchaczem studiów podyplomowych w Wojskowej Akademii Technicznej na kierunku Techniki i Systemów Łączności, a w roku 1997 ukończył studia podyplomowe z zakresu Marketingu i Zarządzania w Politechnice Koszalińskiej.
W roku 1998 został skierowany do Warszawy, gdzie objął obowiązki starszego specjalisty Oddziału Operacyjno-Szkoleniowego Szefostwa Wojsk Łączności w Dowództwie Wojsk Lądowych. Następnie pełni obowiązki Szefa Wydziału Taktycznych Systemów Łączności oraz Szefa Oddziału Łączności w Zarządzie Dowodzenia i Łączności w DWL. W roku 2001 był Szefem Oddziału Dowodzenia i Łączności w 1 Korpusie Zmechanizowanym w Bydgoszczy. 2003 został ponownie skierowany do Dowództwa Wojsk Lądowych na stanowisko Szefa Zarządu Dowodzenia i Łączności (G-6). W 2006 ukończył we Włoszech kurs przeznaczony dla oficerów NATO w zakresie systemów łączności i informatyki. W tym samym roku został skierowany na Studia Polityki Obronnej w Akademii Obrony Narodowej, które ukończył w lipcu 2007, po czym w Sieradzu objął funkcję dowódcy w 15 Sieradzkiej Brygadzie Wsparcia Dowodzenia. 15 sierpnia 2009 został awansowany do stopnia generała brygady. Akt mianowania odebrał z rąk prezydenta Rzeczypospolitej Polskiej Lecha Kaczyńskiego. 30 sierpnia 2011 w obecności szefa Sztabu Generalnego Wojska Polskiego gen. Mieczysława Cieniucha przekazał obowiązki dla jego dotychczasowego zastępcy płk. Andrzeja Pochopienia i do czasu przejścia na emeryturę został przeniesiony do dyspozycji dowództwa Garnizonu Warszawa. 15 sierpnia 2012 został pożegnany przez prezydenta Bronisława Komorowskiego wraz z grupą generałów kończących zawodową służbę wojskową, otrzymując pamiątkowy ryngraf.
Na emeryturze jest przedsiębiorcą. Działa społecznie w Koszalińskiej Radzie Seniorów, w tym na rzecz środowiska wojskowego, członek Rady Fundacji Pomocy Emerytom i Rencistom Wojskowym. W 2015 kandydował w wyborach parlamentarnych z okręgu koszalińskiego i nie uzyskał mandatu senatora oraz w 2018 na radnego Sejmiku Województwa Zachodniopomorskiego. Zainteresowania to sport (maratończyk), historia powszechna, nowoczesne technologie łączności i problematyka bezpieczeństwa.

## Awanse
- podporucznik – 1975[2]

(...)

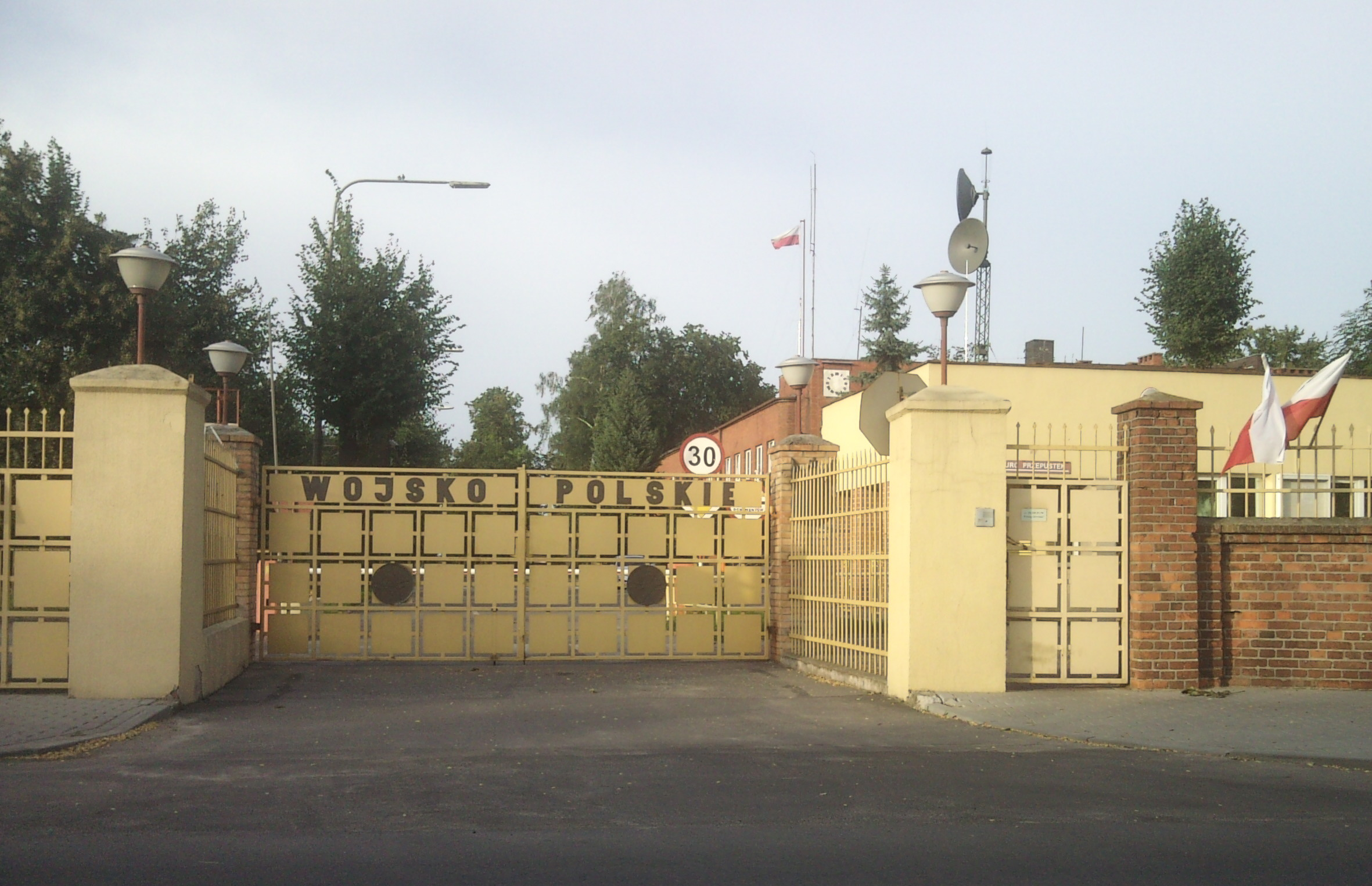
Był dowódcą 15 BWD (2007–2011)

- generał brygady – 15 sierpnia 2009[1]

## Ordery, odznaczenia i wyróżnienia
- Złoty Krzyż Zasługi – 2005[12]
- Odznaka pamiątkowa 15 Sieradzkiej Brygadzie Wsparcia Dowodzenia – 2007 (ex officio)
- „Znak Honorowy Sił Zbrojnych RP” – 2009[13].
- Pamiątkowy ryngraf od Ministra Obrony Narodowej – 2012[14].

i inne